# Kirchstelle Andepen
Die Kirchstelle Andepen lag im frühmittelalterlichen Vorgänger des Ortes Leiberg (Andepen), im heutigen Südteil des Ortes, 25 Meter über der Talsohle des Flusses Afte. Die heutige Leiberger Kirche liegt etwa 1 Kilometer südöstlich des früheren Bauwerks. Noch heute erinnert ein “Eisernes Buch” an die Geschichte um die Zerstörung des Ortes Andepen.

## Geschichte
Durch die Christianisierung der Franken entstand in Andepen die erste Kirche. Das Gotteshaus wurde gezielt an dieser Stelle errichtet, da dort die heidnischen Sachsen einen Götzen-Tempel verehrten. Im Jahre 1390 wurde das Gotteshaus in Andepen von Rittern der Bengeler Fehde zerstört. In der Zwischenzeit ist die Kirchstelle restauriert worden.